# Sant’Agata de’ Goti
Sant’Agata de’ Goti – miejscowość i gmina we Włoszech, w regionie Kampania, w prowincji Benewent.
Według danych na I 2009 gminę zamieszkiwały 11 452 osoby przy gęstości zaludnienia 182 os./1 km².

## Linki zewnętrzne

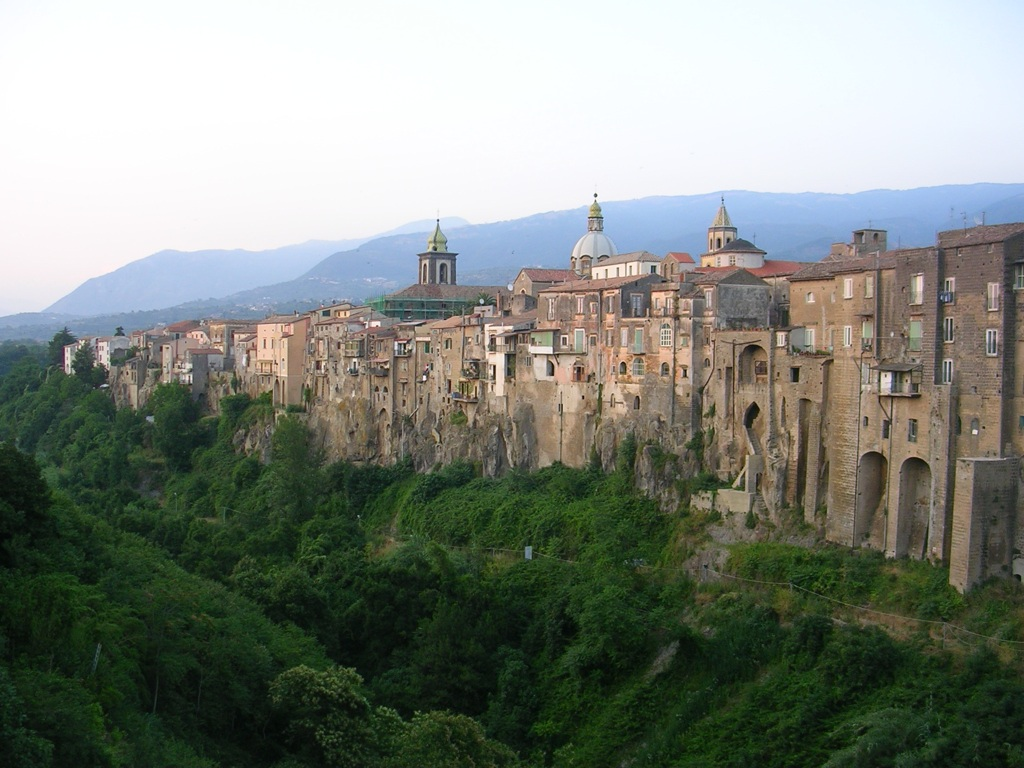